# Hamood Sultan
Hamood Sultan (en árabe: حمود سلطان‎; Al Muharraq, Baréin; 1960) es un exfutbolista de Baréin que jugaba en la posición de guardameta. Actualmente trabaja para el canal de televisión catarí Al-Kass.

## Carrera

### Club
Jugó toda su carrera con el Muharraq Club de 1974 a 1998, con el que fue campeón nacional en nueve ocasiones y ganó 13 copas nacionales.

### Selección nacional
Jugó para Baréin en 78 ocasiones entre 1975 y 1998, participó en nueve ediciones de la Copa de Naciones del Golfo y la Copa Asiática 1988; también ganó el premio al mejor guardameta de Asia en 1994 y en tres ediciones de la Copa de Naciones del Golfo.

## Palmarés

### Club
- Liga Premier de Baréin: 9

1975–76, 1979–80, 1982–83, 1983–84, 1985–86, 1987–88, 1990–91, 1991–92, 1994–95
- Copa del Rey de Baréin: 12

1974, 1975, 1978, 1979, 1983, 1984, 1989, 1990, 1993, 1995, 1996, 1997
- Supercopa de Baréin: 1

1995

### Individual
- Mejor guardameta de Asia en 1994.
- Mejor guardameta de la Copa de Naciones del Golfo en 1976, 1990 y 1996.